# محمود قنز
محمود قنز (ولد سنة 1934 ببوخضرة ولاية تبسة - توفي في 10 مارس 2005)، سياسي جزائري وزير سابق لقدماء المجاهدين في حكومة بومدين الثالثة.

## بعد الإستقلال
بعد استقلال الجزائر عن الاحتلال الفرنسي سنة 1962. وفي 21 يوليو 1970 عين وزيرا لقدماء المجاهدين إلى غاية23 أبريل 1977.